# Hugo I. (Zypern)

Wappen Hugos I.

Hugo I. (* 1195; † 10. Januar 1218 in Tripolis) aus dem Haus Lusignan war von 1205 bis 1218 König von Zypern.
Hugo war der einzige Sohn des Königs Amalrich I./II. von Zypern-Jerusalem aus dessen erster Ehe mit Eschiva von Ibelin. Nach dem Tod seines Vaters folgte er auf den Thron Zyperns nach, in Jerusalem seine erbberechtigte Stiefschwester Maria von Montferrat.
Da Hugo bei der Thronbesteigung erst zehn Jahre alt war, wurde seinem Vetter Walter von Montbéliard, einem französischen Ritter, die Regentschaft übertragen. Hugo heiratete 1208 gemäß der Übereinkunft, die ihre Väter getroffen hatten, seine Stiefschwester Alice. Als im Jahre 1210 Hugo die Regierung selbst übernahm, wurde Walter von Montbeliard genötigt, ins Exil zu gehen. Ihm wurde unter anderem vorgeworfen, sich aus dem Thronschatz bereichert zu haben.
Hugo I. hatte stets eine spannungsgeladene Beziehung zu Kirche und Papst, bescherte Zypern aber eine starke Regierung.
Im Jahr 1217 entschloss sich Hugo seine zypriotischen Ritterschaft in den Kreuzzug von Damiette (fünfter Kreuzzug) anzuführen. In Akkon geriet er allerdings mit König Johann von Brienne in Streit, da der König von Jerusalem den Oberbefehl über das gesamte Kreuzzugsheer beanspruchte. Während seine Ritter mit König Johann nach Damiette weiter zogen, entschloss sich Hugo stattdessen den König Andreas II. von Ungarn ein Stück auf seinem Heimweg zu begleiten und nahm in Tripolis an der Hochzeit seiner Halbschwester Melisende mit Fürst Bohemund IV. von Antiochia teil. Dort starb er plötzlich am 10. Januar 1218.
Hugo hinterließ den Thron von Zypern seinem acht Monate alten Sohn Heinrich († 1254), die Regentschaft Zyperns ging an seine Witwe Alice über. Neben Heinrich hatte er noch zwei Töchter:
- Maria (* 1214, † 1251/53), ⚭ 1233 Graf Walter IV. von Brienne
- Isabella (* 1215, † 1264), ⚭ 1233 Heinrich von Antiochia